# Kleinköpfiger Pippau
Der Kleinköpfige Pippau (Crepis capillaris), auch Dünnästiger Pippau, Kleinblütiger Pippau oder Grüner Pippau genannt, ist eine Pflanzenart aus der Gattung Pippau (Crepis) in der Unterfamilie der Cichorioideae innerhalb der Familie der Korbblütler (Asteraceae). Sie ist in Europa häufig anzutreffen und fast weltweit in den gemäßigten Gebieten ein Neophyt.

## Beschreibung

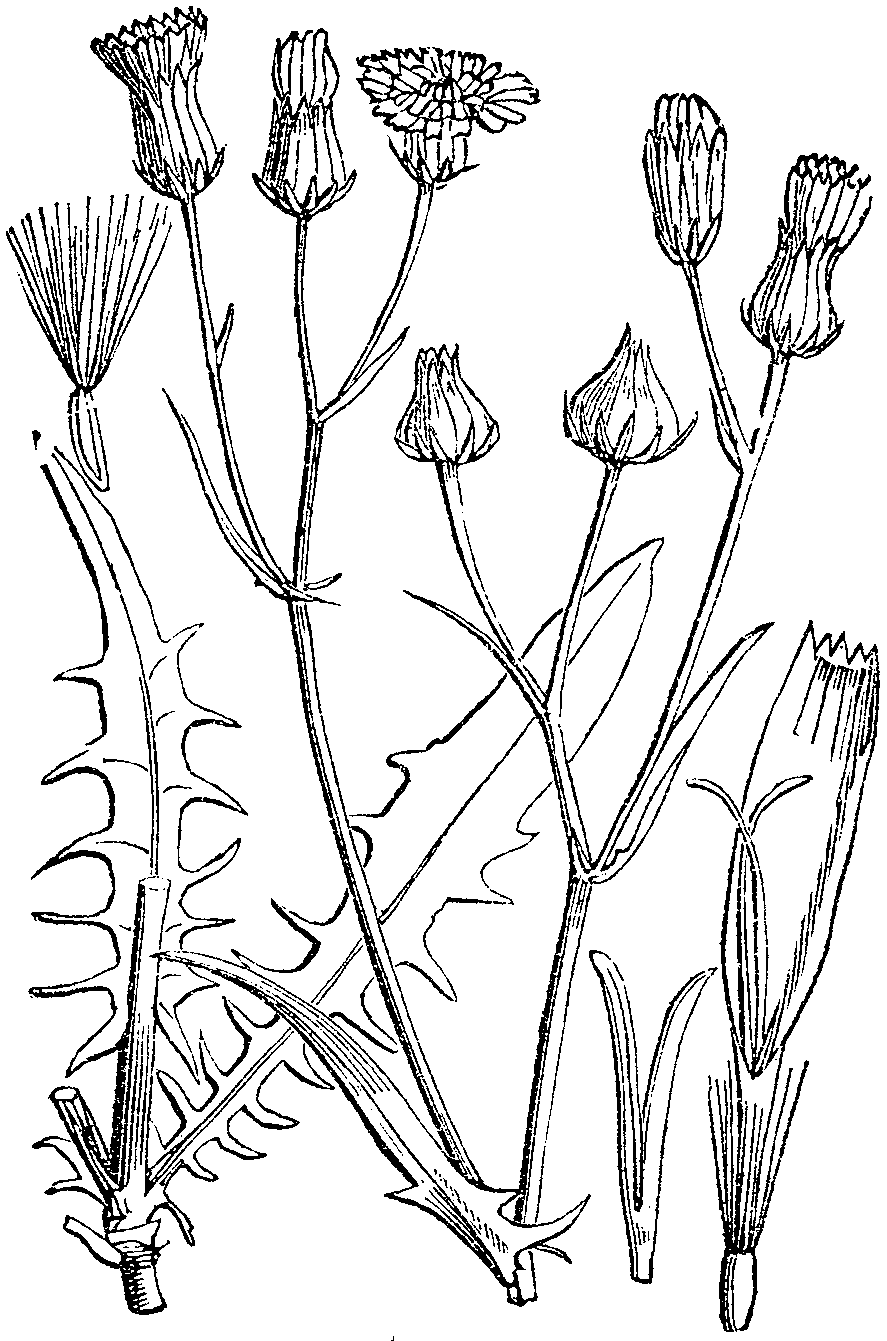
Illustration

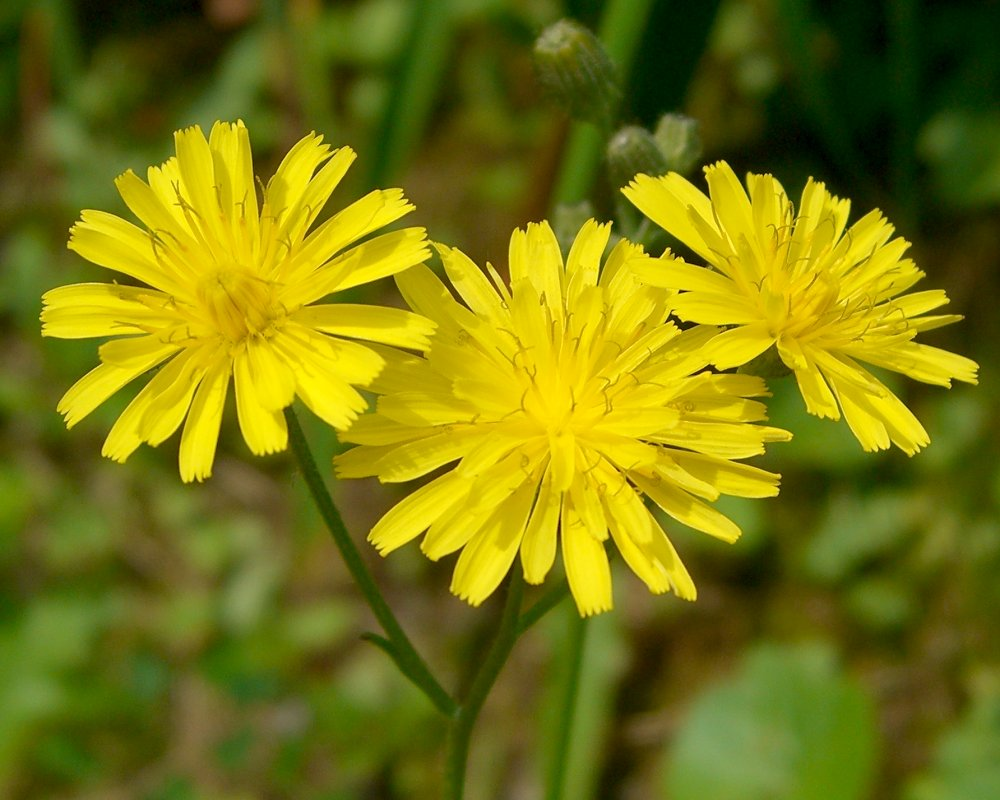
Blütenkörbchen mit Zungenblüten im Detail

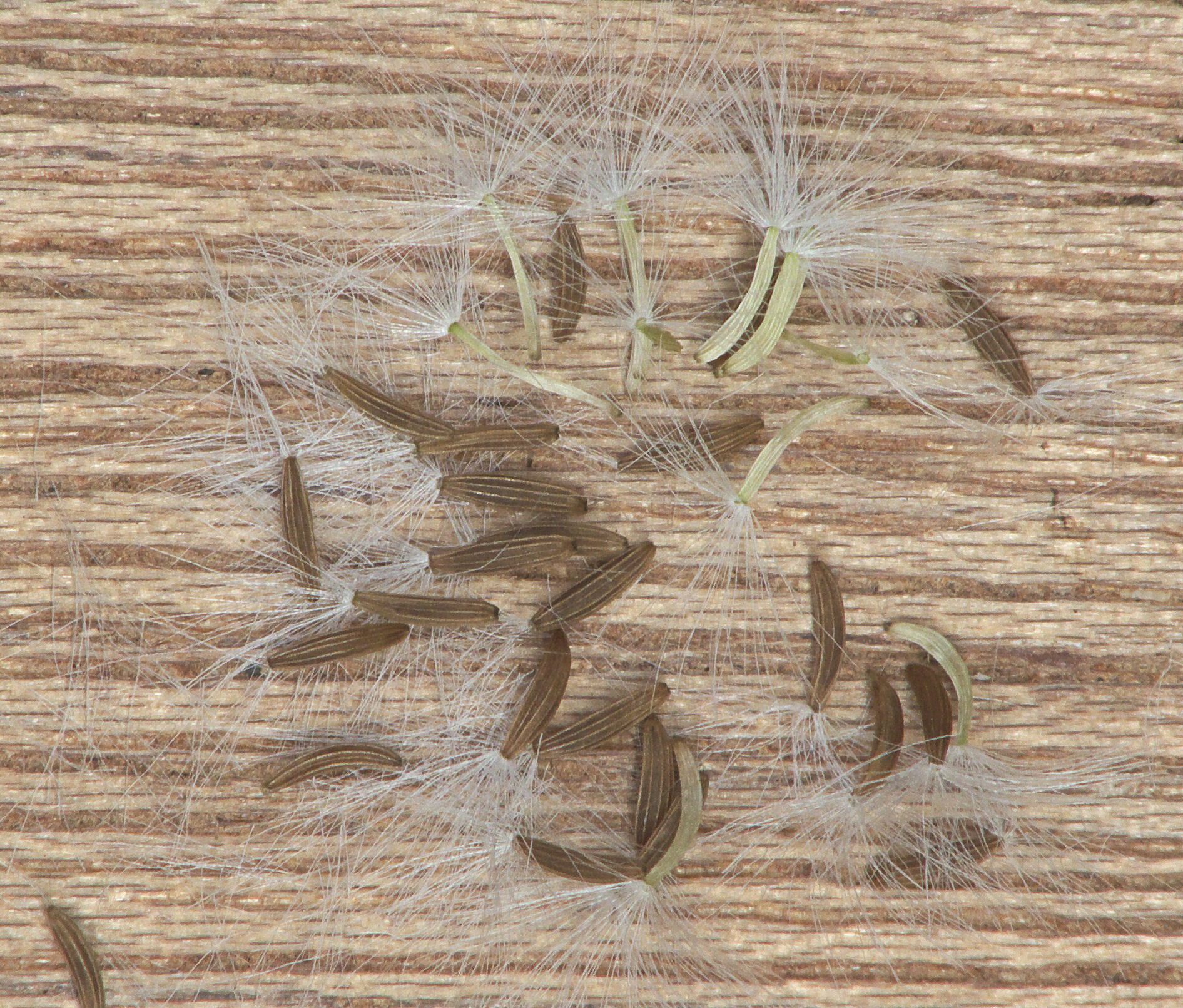
Achänen mit Pappus

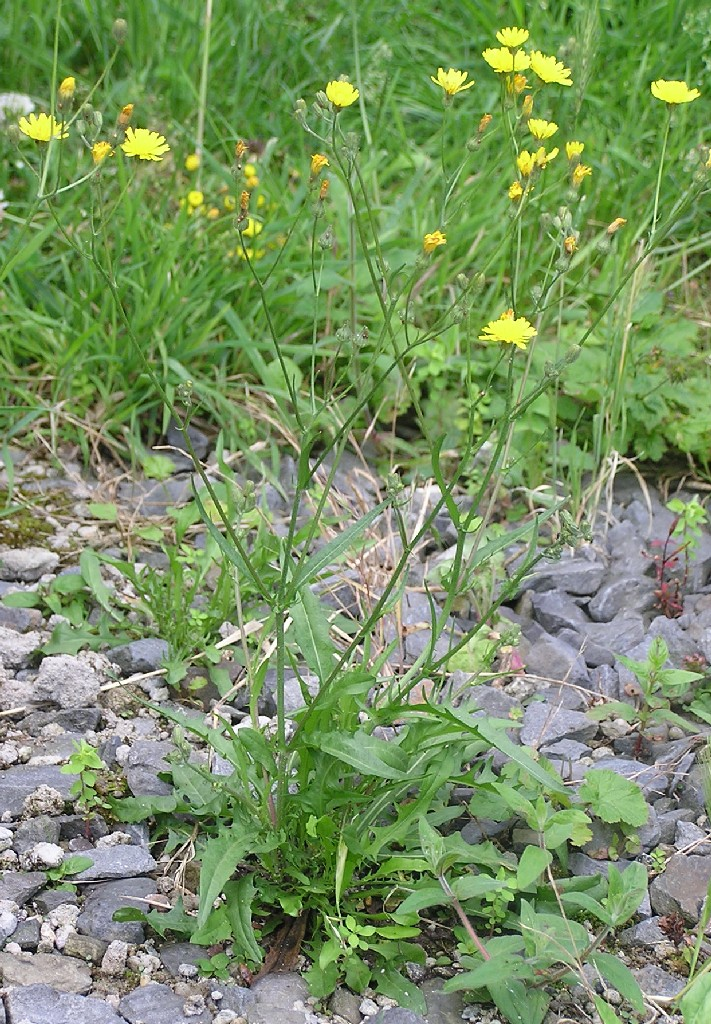
Habitus, Laubblätter und Gesamtblütenstand mit Blütenkörben

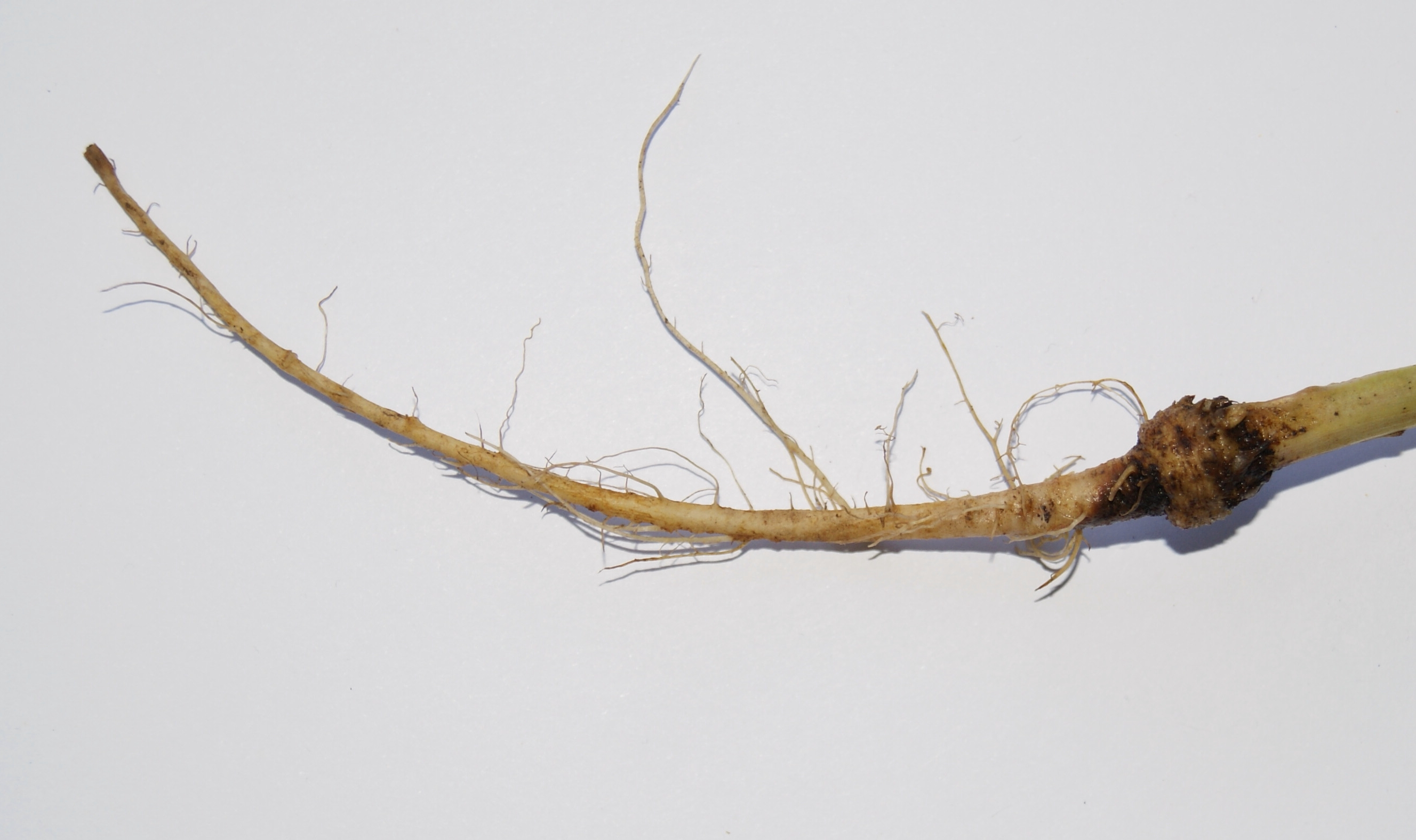
Pfahlwurzel

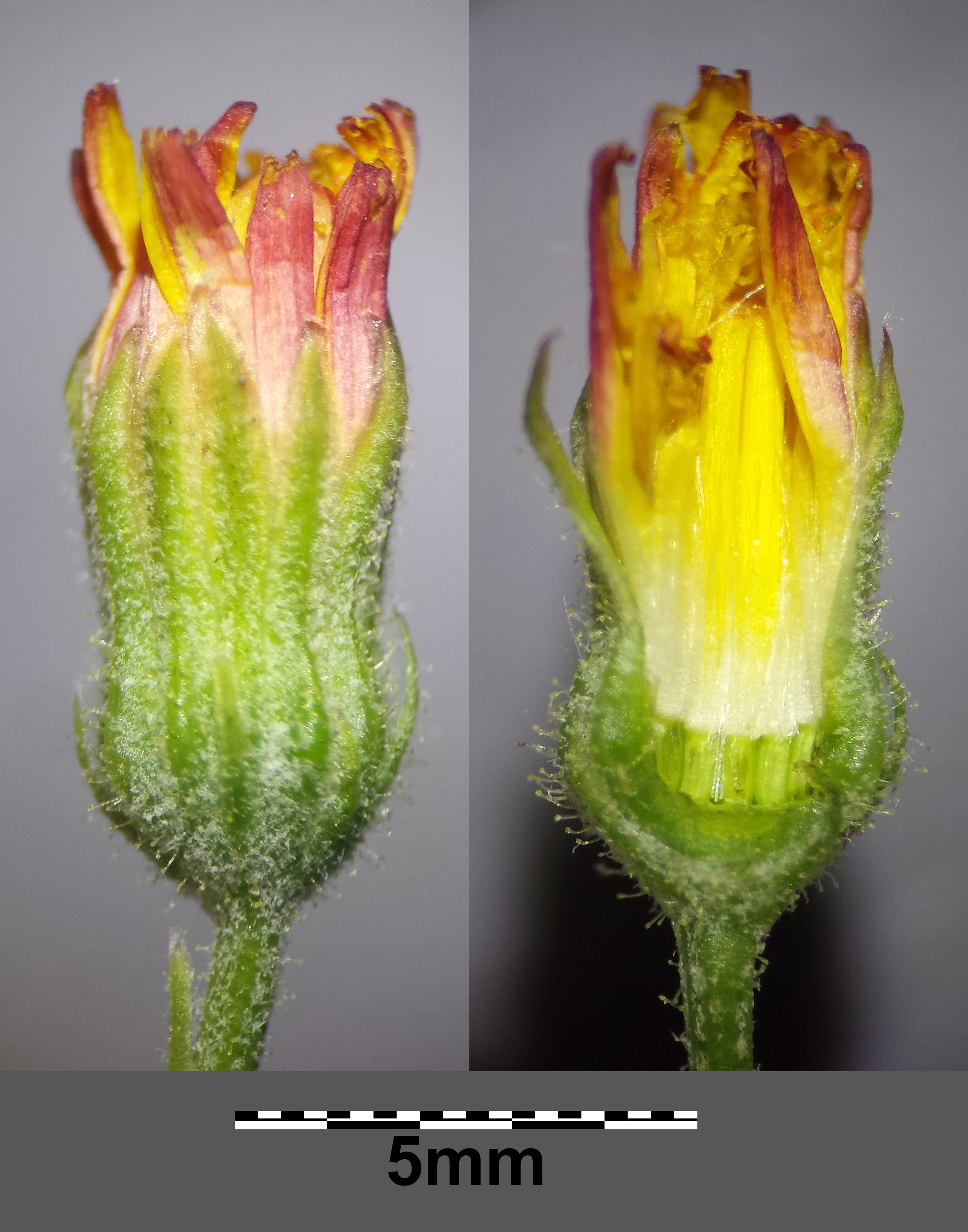
Blütenkorb im Detail

### Vegetative Merkmale
Der Kleinköpfige Pippau ist eine einjährige krautige Pflanze. Die Wuchshöhe ist je nach Standort variabel und reicht von 10 bis 100 Zentimetern. Die Pflanzenteile enthalten Milchsaft. Die oberirdischen Pflanzenteile sind kahl oder mit wenigen gelblichen Trichomen behaart. Der Stängel ist aufrecht oder aufsteigend.
Der überwiegende Teil der fiederspaltigen Laubblätter ist grundständig, nur wenige sind am Stängel verteilt angeordnet. Die Stängelblätter sind ungestielt und haben eine pfeilförmige Basis. Ihre Blattspreiten sind lanzettlich, die oberen sind lanzettlich bis linealisch-lanzettlich. Die unteren Stängelblätter sind buchtig gezähnt bis schrotsägeförmig eingeschnitten, die oberen fiederspaltig zerschlitzt. Im Unterschied zum ähnlichen Dach-Pippau (Crepis tectorum) sind diese Laubblätter am Rand nicht eingerollt und haben eine frischgrüne Farbe.

### Generative Merkmale
Die Blütezeit liegt zu Beginn des Sommers mit Mai bis Juni, kann aber auch bis in den November andauern. Der etwa ab der Mitte des Stängels oder höher beginnende zusammengesetzte doldentraubige oder rispige Gesamtblütenstand enthält viele körbchenförmige Teilblütenstände. Die Blütenkorbschäfte sind nicht verdickt, mehr oder weniger grau flaumig und drüsig behaart. Die Blütenkörbchen weisen einen Durchmesser von 10 bis 15 Millimetern auf. Die Hülle ist bei einer Höhe von etwa 5 Millimetern trichterig-glockig. Die inneren Hüllblatter sind auf der Innenseite kahl. Die äußeren Hüllblätter der Blütenkörbchen sind oft nach innen zu diesem hingebogen oder sie liegen ihm flach an, sie sind flaumig behaart. Die Blütenkörbchen enthalten nur Zungenblüten. Die Zungenblüten sind gold-gelb, an der Außenseite oft auch etwas rötlich. Der zweiästige Griffel ist gelb.
Die Achäne ist zehnrippig und es ist kein Schnabel vorhanden. Der Pappus ist in mehreren Reihen angeordnet und weiß. Die Pappusstrahlen sind unverzweigt, biegsam und bei Trockenheit spreizend.

## Genetik
Blatt- und Wurzel-Meristeme zeigen Metaphasen mit geringer Chromosomenzahl: 2n = 6. Das (haploide) Genom besitzt 1 C = 2.10 pg DNA.

## Ökologie
Beim Kleinköpfigen Pippau handelt es sich um einen mesomorphen, monokarpen Hemikryptophyten oder sommerannuellen oder winterannuellen Therophyten.
Die Blütenkörbchen haben innen eine geringe, außen eine hohe UV-Reflexion und erscheinen deshalb den Bestäubern zweifarbig. Die Bestäubung erfolgt durch Fliegen und Bienen.
Es handelt sich um Schirmchenflieger. Außerdem erfolgt auch Zufallsausbreitung durch den Distelfink sowie Verschleppung als Bestandteil von Rasenmischungen.

## Vorkommen
Der Kleinköpfige Pippau ist im westlichen und südwestlichen Europa verbreitet, in Mitteleuropa könnte er als Archäophyt eingeführt worden sein. Er ist weltweit in den gemäßigten Gebieten ein Neophyt. In den Alpen steigt er bis in Höhenlagen von etwa 1300 Metern. In den Allgäuer Alpen steigt er in Vorarlberg an der Bergstation der Kanzelwand-Seilbahn bis zu einer Höhenlage von 1920 Metern auf. In Graubünden bei Arosa erreicht er eine Höhenlage von 1760 Meter.
Der Kleinköpfige Pippau wächst verbreitet in etwas mageren Wiesen und Weiden oder in Parkrasen der Tieflagen, auch in Unkrautfluren an Wegen, auf Schuttplätzen und in Brachen. Er gedeiht am besten auf kalk- und stickstoffarmem, frischen Untergrund. Nach Ellenberg ist er eine Halblichtpflanze, ozeanisch verbreitet, ein Frischezeiger und eine Verbandscharakterart der Weidelgras-Kammgrasweiden (Cynosurion). Nach Oberdorfer ist er in Mitteleuropa eine Charakterart des Crepido capillaris-Festucetum rubrae, kommt aber auch in Pflanzengesellschaften der Verbände Arrhenatherion oder Dauco-Melilotion vor.
Die ökologischen Zeigerwerte nach Landolt et al. 2010 sind in der Schweiz: Feuchtezahl F = 2+w (frisch aber mäßig wechselnd), Lichtzahl L = 4 (hell), Reaktionszahl R = 3 (schwach sauer bis neutral), Temperaturzahl T = 3+ (unter-montan und ober-kollin), Nährstoffzahl N = 3 (mäßig nährstoffarm bis mäßig nährstoffreich), Kontinentalitätszahl K = 3 (subozeanisch bis subkontinental).

## Taxonomie
Die Erstveröffentlichung erfolgte 1753 unter dem Namen (Basionym) Lapsana capillaris durch Carl von Linné in Species Plantarum, Tomus II, Seite 812. Die Neukombination zu Crepis capillaris wurde 1840 durch Friedrich Wilhelm Wallroth in: Erster Beitrag zur Flora Hercynica, 2, Seite 287 veröffentlicht. Das Artepitheton capillaris bedeutet „haarfein“. Weitere Synonyme für Crepis capillaris (L.) Wallr. sind: Crepis cooperi A.Gray, Crepis diffusa DC., Crepis parviflora Moench, Crepis virens L.